# Cantón Maracaibo
El Cantón Maracaibo era la entidad territorial del estado Zulia, en Venezuela, que precedió a los distritos Páez, Mara, Maracaibo y Urdaneta y que ocupaba el territorio de los actuales municipios Mara, Páez, Padilla, Maracaibo, Jesús Enrique Lossada, San Francisco y Urdaneta. Recibió el nombre de su capital Maracaibo.

## Ubicación
Limitaba al norte con la Península de la Guajira, al sur con el cantón Perijá (actuales Rosario de Perijá y Machiques de Perijá), al este con el Golfo de Venezuela y al oeste con los República de Colombia.

## Historia
El cantón Maracaibo fue creado como una nueva división político territorial de la provincia de Maracaibo (posteriormente estado Zulia a partir de 1864) en el año 1835 cuando la sección Zulia, fue dividida en los cantones Maracaibo, Zulia, Perijá, Gibraltar y Altagracia. Su capital fue establecida en la población de Maracaibo.
La provincia de Maracaibo fue creada en 1676 como provincia de Mérida de Maracaibo, con el territorio de la anterior provincia de Mérida y el área de Maracaibo, cedida por la provincia de Venezuela, la capital y el nombre fueron cambiados en 1682 a Provincia de Maracaibo.
En 1823 luego de la batalla del lago, la provincia de Maracaibo es incorporada a la Gran Colombia como departamento del Zulia.
En 1830 la provincia de Maracaibo pasa al Estado de Venezuela.
1830 primera importación de hielo en Maracaibo, el hielo era traído desde las montañas de Estados Unidos en cavas aisladas con paja y corcho, pronto se inventaron los cepillados.
En 1835 la provincia es dividida en secciones y cantones, siendo creado el cantón Maracaibo dentro de la sección Zulia.
1840 Maracaibo pierde la potestad de puerto internacional por decreto emitido desde Caracas, pasando a ser La Guaira el único puerto internacional de Venezuela.
En 1856, se eliminan las secciones al quedar la provincia de Maracaibo con la única sección Zulia, la provincia queda dividida en los mismos cantones y en parroquias.
En 1864 la provincia de Maracaibo pasa a llamarse estado Zulia, el cantón Maracaibo, conservó su territorio sin modificaciones durante los múltiples avatares de anexiones, fusiones y divisiones por los que pasó el estado Zulia en el siglo XIX.
1881 Maracaibo pierde su condición de capital del estado Zulia, por decreto del presidente Antonio Guzmán Blanco se forma el Estado Falcón Zulia y la capital pasa a ser Capatárida hasta 1890.
1884 primer tranvía en Maracaibo a tracción animal.

## Geografía

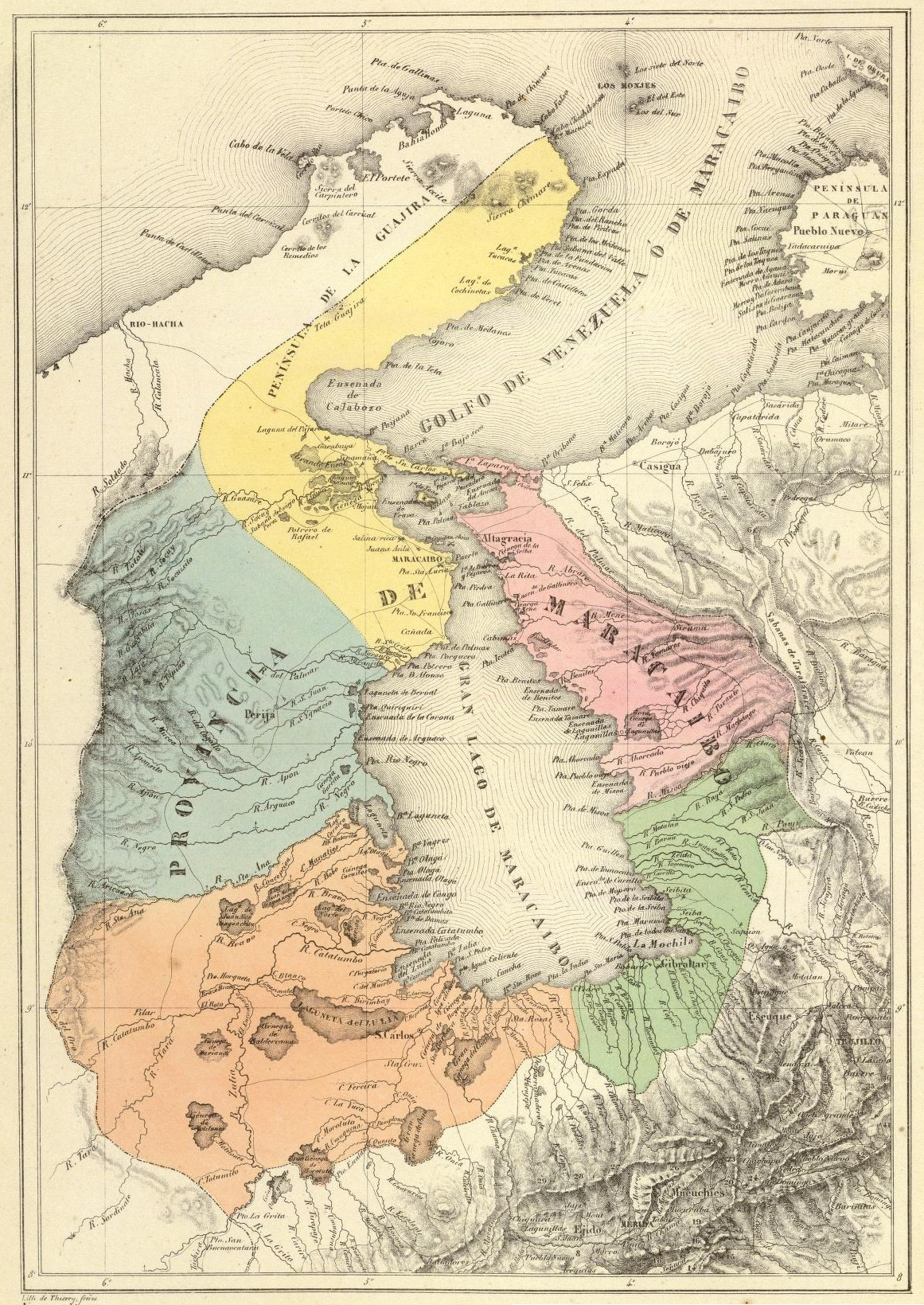
Mapa de la Provincia de Maracaibo con el Cantón Maracaibo en amarillo.

El cantón Maracaibo estaba conformado entre 1835 y 1904 por los actuales municipios Mara, Páez, Almirante Padilla, Jesús Enrique Lossada, Maracaibo, San Francisco y La Cañada de Urdaneta.
Estaba constituido por una parte de la Sierra de Perijá, una meseta que baja de allí conocida como planicie de Maracaibo, la cual es cruzada por numerosos ríos como el Limón, el Apón o el Guasare.
Durante la existencia del cantón ocurrió la pérdida de la mayor parte de la Península de la Guajira por el tratado Michelena-Pombo con la república de Colombia, además lo que quedó de la Península Guajira, quedó constituido como Territorio Federal Guajira hasta su anexión al cantón.
La península Guajira está constituida por llanuras desérticas con vegetación xerófila, dunas y mesetas bajas.

## Parroquias
El cantón Maracaibo estaba compuesto por las parroquias: Matías, Santa Bárbara, San Juan de Dios, Santa Lucía, el Rosario, Concepción (actual municipio La Cañada de Urdaneta), El Carmen, Chiquinquirá, Sinamaica (actual municipio Páez), San Rafael (actuales municipios Mara, Almirante Padilla y Jesús Enrique Lossada); su cabecera era la ciudad de Maracaibo.

## Poblaciones
Entre los pueblos que conformaban el cantón Maracaibo estaban:
- Maracaibo (cabecera o capital).
- Concepción
- Concepción
- San Rafael del Moján
- Paraguaipoa
- Sinamaica
- Delicias (Absorbido por Maracaibo)
- San Francisco (Absorbido por Maracaibo)
- Santa Rosa de Agua
- Bella Vista (Absorbido por Maracaibo)
- Juana de Ávila (Absorbido por Maracaibo)

## Actividad económica
Sus principales actividades eran el comercio, ya que Maracaibo era el principal puerto que daba salida a los productos de Los Andes y Colombia, rumbo a Europa y Estados Unidos, con el surgimiento de la industria cafetalera andina, Hamburgo (Alemania) se constituyó en el principal destino de las exportaciones de Maracaibo dirigidas por la Brewer & Muller Company. La Brewer & Muller ejerció una fuerte influencia en la Maracaibo del siglo XIX trayendo la luz eléctrica, el alumbrado eléctrico y el teléfono primero que en cualquier ciudad de Venezuela (a veces de Latinoamérica). 
La agricultura y la ganadería se desarrollaron en las planicies de los actuales municipios Jesús Enrique Lossada y La Cañada.

## Política
El cantón Altagracia era representado por un Jefe de cantón, el cual no tenía autoridad real sobre el territorio siendo sus funciones más parecidas a las de un jefe civil, entre las que se encontraban: 
- Catastro
- Registro de nacimientos
- Registro de esclavos (hasta la abolición de la esclavitud por José Gregorio Monagas en 1854)
- Registro de Matrimonios (desde la instauración del matrimonio civil por Antonio Guzmán Blanco en 1873)

El orden público y las tributaciones corrían a cargo del gobierno central, así como la educación pública y gratuita instituida por Guzmán Blanco en 1870.

## Disolución
La reforma de la constitución de Venezuela de 1904, disolvió los cantones, creando la figura de los distritos, el cantón Maracaibo fue dividido en los distritos Mara, Páez, Urdaneta y Maracaibo.

## Legado
El nombre del cantón Maracaibo, permanece en el municipio Maracaibo.